# Luise Mirsch
Luise Mirsch (* 3. Februar 1939 in Hohenelbe, Riesengebirge) war eine deutsche Musikproduzentin, Musikredakteurin und Moderatorin beim Rundfunk der DDR. Sie betreute ab den 1960er Jahren die Musikaufnahmen vieler namhafter DDR-Rockmusiker.

## Leben
Luise Mirsch studierte von 1958 bis 1963 an der Humboldt-Universität in Ost-Berlin Musikwissenschaften. Sie schloss das Studium mit einem Diplom ab. Anschließend arbeitete sie als Redakteurin für Tanzmusik beim DDR-Rundfunk und ab 1968 als erste Musikproduzentin des DDR-Rundfunks. Ihre ersten Erfolge als Produzentin hatte sie mit dem Manfred Ludwig Sextett und dem Horst-Krüger-Sextett. 1969 initiierte sie die „Tage der offenen Tür“, bei der talentierte Bands zum Vorspiel eingeladen wurden und zahlreiche Rundfunkproduktionen entstanden. Luise Mirsch arbeitete mit fast allen DDR-Rockbands zusammen, da nur wenige Bands wie die Puhdys und City ihre Stücke ausschließlich vom DDR-Plattenlabel Amiga produzieren lassen durften. Viele der von ihr produzierten Stücke erschienen später auf Langspielplatten. Nebenbei führte sie in den 1970er Jahren in der Rundfunksendereihe Musikanten gefragt zahlreiche Interviews mit Musikern der DDR.
Ab 1986 war Mirsch Produktionsleiterin der Abteilung „Jugendmusik“ beim Rundfunk. Ihre letzten Produktionen im Rundfunkstudio waren zwei Aufnahmen mit Engerling. 1990 bis 1991 war sie als „Chefproduzentin Tanzmusik“ für die Big Band und das Rundfunk-Tanz-Streich-Orchester verantwortlich, anschließend als Chefdramaturgin für das Radio Berlin Tanzorchester, aus dem 1993 das Filmorchester Babelsberg wurde. In den 1990er Jahren war Luise Mirsch für verschiedene Sendeanstalten als freie Autorin und Musikredakteurin tätig.
Luise Mirsch lebt heute als Rentnerin in der Nähe von Berlin.

## Rezeption
„Luise Mirsch hat die Entwicklung der DDR-Rockszene entscheidend mitgeprägt.“
Peter „Cäsar“ Gläser lobt in seiner Autobiografie Mirschs natürliche Autorität und bezeichnet die Begegnung mit ihr als „Glück“.

## Bekannte Stücke, von Luise Mirsch produziert
- electra: Tritt ein in den Dom
- Renft: Wer die Rose ehrt
- Omega: Perlen im Haar
- Bayon: Stell dich mitten in den Regen
- Veronika Fischer: Blues von der letzten Gelegenheit
- Nina Hagen: Du hast den Farbfilm vergessen
- Jürgen Kerth: Martha
- Stern-Combo Meißen: Der Kampf um den Südpol
- Horst Krüger-Band: Die Tagesreise
- 4 PS: Zweigroschenlied
- Lift: Nach Süden
- Pankow: Inge Pawelczik
- Karussell: Als ich fortging[3]